# 가정역 (섬진강 기차마을)
가정역(柯亭驛)은 전라남도 곡성군 오곡면에 있는 섬진강 기차마을의 역이다. 하절기 일 5회, 동절기 일 3~4회 관광용 증기 기관차가 운행하며, 레일바이크의 종착역이기도 하다. 1999년부터 4년여 간 서울을 출발하여 가정까지 무궁화호 관광열차가 운행되기도 하였다. 현재 이 역에서 열차펜션이 운영 중이며, 레이디버드 도색을 한 4217호 기관차가 통일호 객차에 연결되어 있다.

## 역사
- 1999년 : 서울발 가정행 무궁화호 관광열차 운행 개시 (치포치포 섬진강 나들이 관광열차)
- 일시 미상 : 무궁화호 관광열차 운행 중지
- 2004년 4월 : 미니열차 운행 개시
- 2005년 3월 : 정식 개업
- 2008년 4월 15일 : 현 역사 신축과 함께 열차펜션 입주

## 역 주변
- 섬진강 출렁다리
- 곡성군 청소년 야영장
- 곡성 섬진강 천문대
- 곡성군 고달면 두가리 마을회관